# Emanuel Purkyně

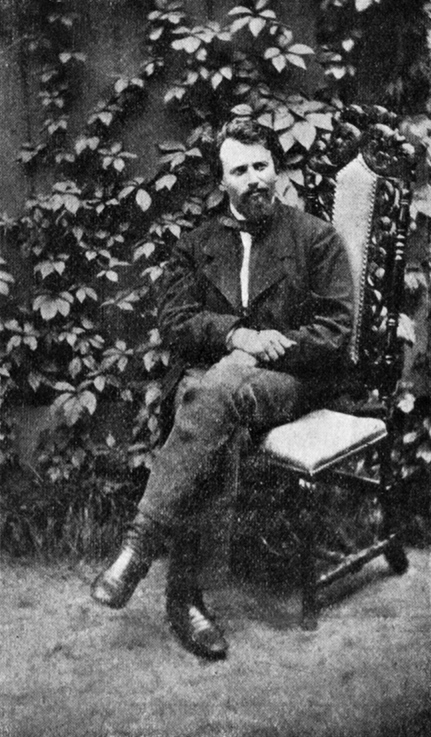
Emanuel Purkyně (1868)

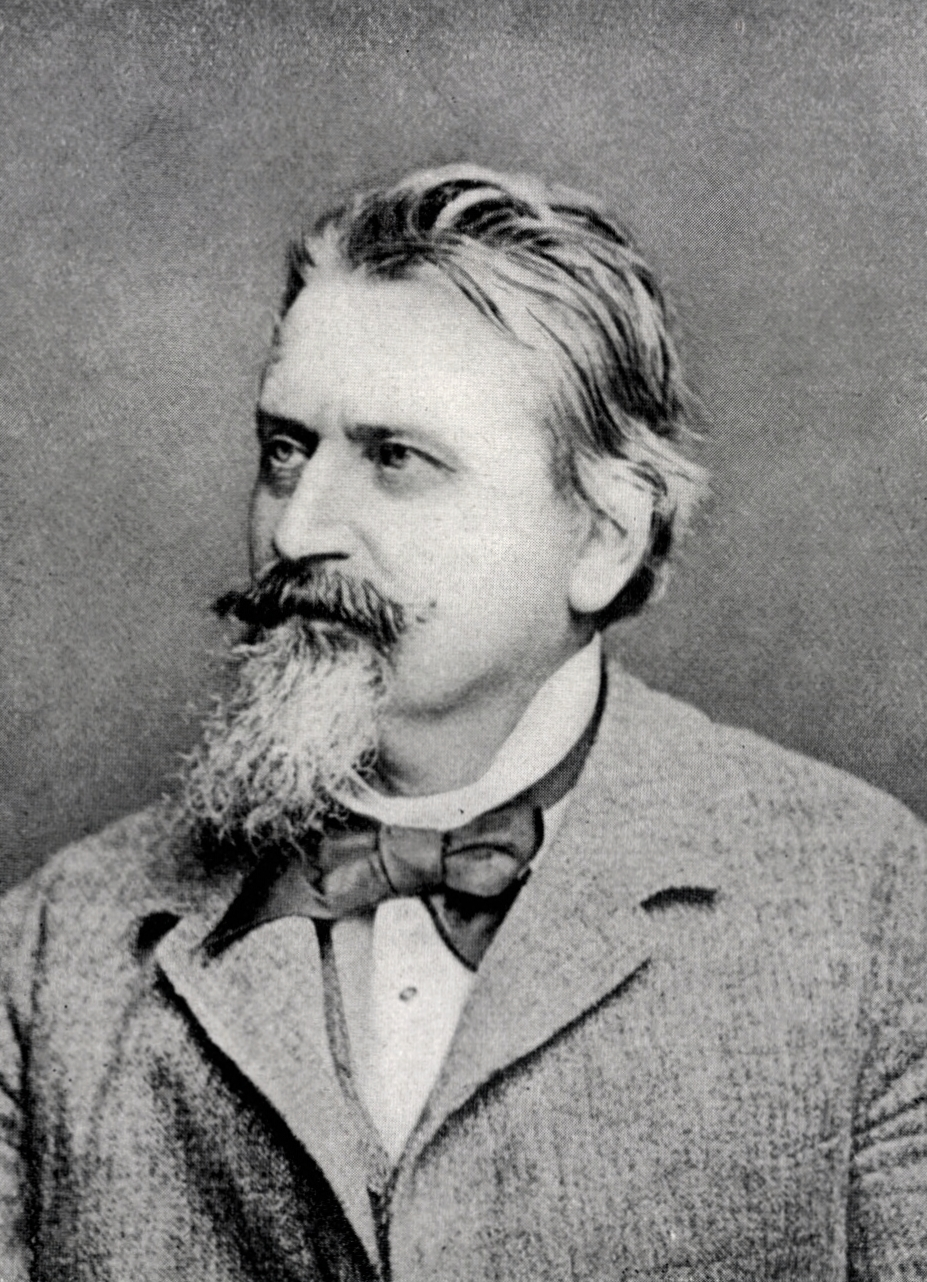
Emanuel Purkyně

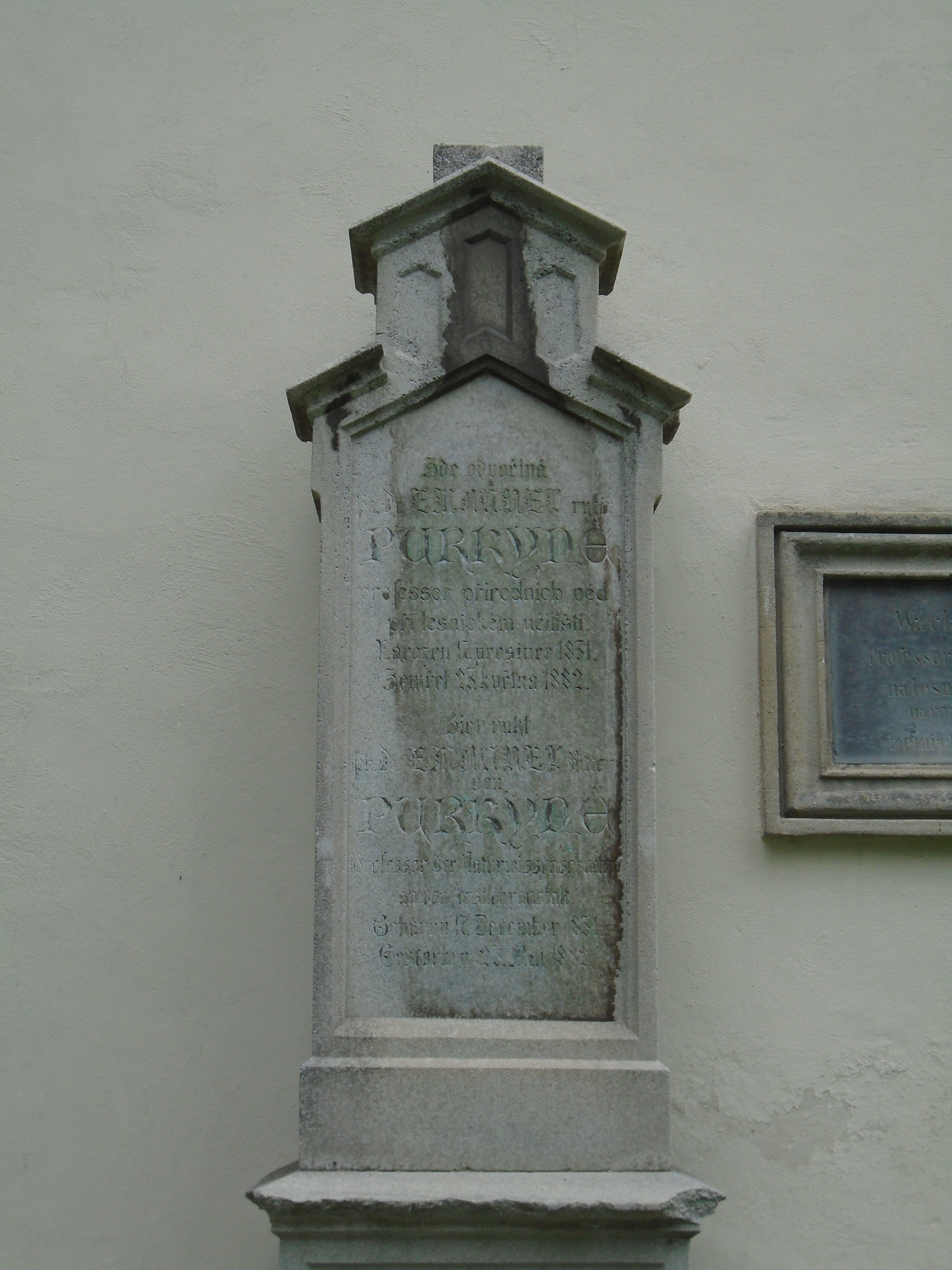
Grab von Emanuel Purkyně in der Pfarrkirche der Erhebung des Heiligen Kreuzes in Bela pod Bezdězem

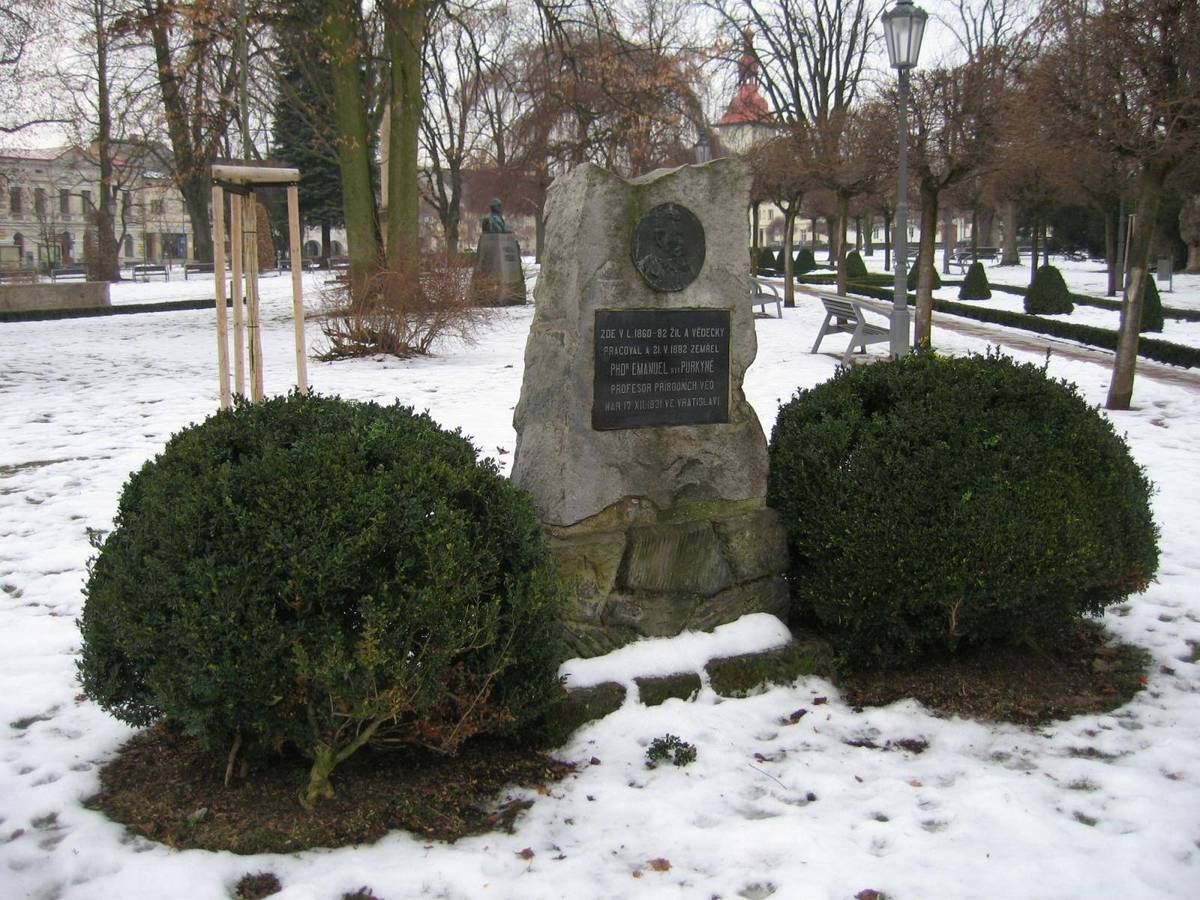
Gedenkstätte für Emanuel Purkyně auf dem Marktplatz in Bela pod Bezdězem

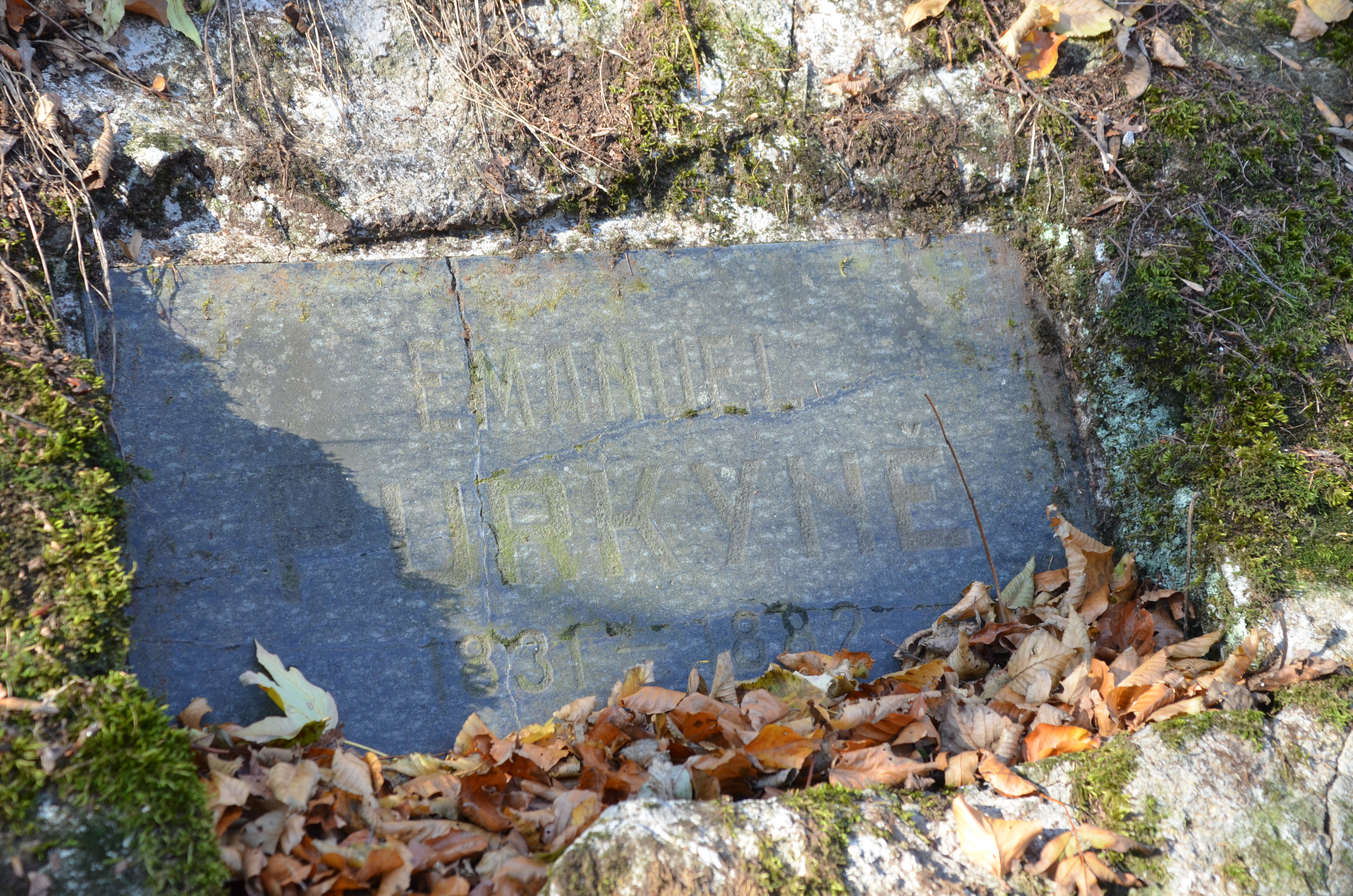
Emanuel Purkyně-Denkmal in Lesnické Slavín, auf dem Gelände der Masaryk-Forstschule

Emanuel Purkyně (* 17. Dezember 1831 in Breslau, Provinz Schlesien; † 23. Mai 1882 in Weißwasser, Bezirk Jungbunzlau) war ein tschechischer Botaniker, Meteorologe, Bioklimatologe und Professor der Naturwissenschaften an der Forstlehranstalt in Weißwasser in Böhmen. Er gilt heute als einer der Väter der Geobotanik und der Vegetationsgeographie.
Sein Botanisches Autorenkürzel lautet „Purk.“.

## Leben
Seine Eltern waren der Physiologe Jan Evangelista Purkyně und Julia Agnes Purkyňová, geborene Rudolphi (1800–1835). Seine Mutter starb bereits 1835 und sein Vater zog die  Söhne Emanuel und Karel Purkyně allein auf. Emanuel galt als musikalisch und sprachbegabt. Schon auf dem Gymnasium zeigte er ein reges Interesse an naturwissenschaftlicher Forschung, darunter zum Beispiel am Sezieren des menschlichen Körpers. Bereits als Schüler des Prager Gymnasiums wurde er Korrespondierendes Mitglied der Prager naturwissenschaftlichen Gesellschaft.
In Prag studierte er an den Fakultäten für Medizin (1852–1854) und Philosophie (1855), 1857 erwarb er den Titel eines Dr. phil. 1852 wurde er Mitglied der Gesellschaft des Tschechischen Museums (heute Nationalmuseum (Prag)). Im Dezember 1854 wurde er Assistent in der botanischen Abteilung des Museums des Böhmischen Königreichs mit der Aufgabe, die botanische Sammlung zu betreuen. Am 1. Dezember 1857 wurde er Kurator dieser Sammlung.
1858 wurde er als Substitut am Neustädter Gymnasium angestellt. 1860 war er Lehrer und seit 1864 Professor der Naturwissenschaften an der Forstlehranstalt in Weißwasser. Hier legte er ein Arboretum mit dreihundert Arten von Bäumen und Sträuchern an und ebenso einen botanischen Garten mit der gleichen Anzahl von Kräutern.
Er initiierte 1878 auch den Aufbau eines Regenmessernetzes in Böhmen durch den Tschechischen Forstverein mit der Forstschule in Bela als Zentralinstitut und verarbeitete und veröffentlichte selbst die Ergebnisse der Messungen von 740 (auf seine Initiative hin errichteten) Messstationen zur Niederschlagsbeobachtung.
In einem Brief kritisierte er den Vorsitzenden der Forstlichen Vereinigung, Fürst Schwarzenberg, aufgrund von Fragen der Zukunft der Forstwirtschaft und des Forstmanagements. Der Brief gelangte in die Hände von Schwarzenberg, der daraufhin Emanuel Purkyně aus seinem Amt als Vorstandsmitglied der Forstlichen Schulvereinigung entfernen ließ. Hinzu kam sein Scheitern bei der Erlangung einer Professur für Naturwissenschaften an der Tschechischen Universität in Prag. In dieser komplizierten Lebenssituation beging Purkyně am 23. Mai 1882 im Alter von 50 Jahren mit Gift Suizid. Als Todesursache wird im Standesregister ein Schlaganfall angegeben.

## Werk
Sein umfangreichstes Werk über die mikroskopische Bestimmung der Nadelbäume und die Auswirkung des Standortes auf die Bildung des Blattgewebes, an dem er bis 1875 arbeitete, wurde nicht veröffentlicht; das Manuskript ist nicht erhalten, aber es sind einige hundert mikroskopische Präparate vorhanden. Auf der Grundlage von Messungen meteorologischer Elemente erkannte Emanuel Purkyně die Existenz und Bedeutung des „lokalen Klimas“ und verwendete auch die Begriffe „Habitatklima“ und „Expositionsklima“. Er stellte fest, dass in der Landschaft in der Bodenschicht der Atmosphäre eine Reihe von unterschiedlichen Klimata existieren, die für die dort lebenden Organismen von grundlegender Bedeutung sind. Bereits als Kurator im Botanischen Garten des Museums begann er an der Phytogeographie zu arbeiten. Er maß die Boden- und Lufttemperaturen an verschiedenen Seiten von Haufen trockener und feuchter Erde und beobachtete ihre Verschiebungen im Laufe des Tages; dabei lernte er den täglichen Verlauf des Klimas kennen.
Als sich im Mai 1872 in Mittelböhmen ein extremes Hochwasser ereignete, untersuchte er im Auftrag der tschechischen Forstvereinigung die Ursachen der Hochwasserkatastrophe und die Entstehung der gewaltigen Erosionserscheinungen in der Landschaft. Er analysierte die möglichen Auswirkungen der Wälder auf die Niederschläge völlig neu. Vielleicht auch aufgrund seiner klimatographischen Interessen beschloss er, die Verteilung der Niederschläge in Böhmen zu dokumentieren und organisierte ein Niederschlagsmessnetz an forstlichen Stationen, das er von der Forstschule in Weißwasser aus leitete.
Die 1876 von Joseph Pančić erstbeschriebene Serbische Fichte wurde 1877 von Emanuel von Purkyně in der Oesterreichische Monatsschrift für Forstwesen (Band 27, Seite 446) als Picea omorika in die Gattung Picea gestellt.
Er publizierte in den Zeitschriften Allgemeine Forst- und Jagdzeitung, Archiv für Zoologie, Forstliche Blätter, Lotus, Flowers, National Letters, Oesterreichische Jagd- und Naturkunde, Bulletin of the Royal Czech Society of Sciences, Zeitschrift für Forst- und Jagdwesen und Živa.

## Privates
Er war ab 1855 verheiratet mit Emilie Purkyňová, geb. Braun (* 1832). Ihr erster Sohn Otokar starb früh (1857–1858), die Tochter Julia (* 1859) wurde später Leiterin einer Privatschule für moderne Sprachen in Königgrätz, der Sohn Otakar Václav Kajetán Purkyně (* 1861) wurde Leiter des Krankenhauses in Laun.

## Ehrungen
Die Botanische Gesellschaft, das Landwirtschaftsmuseum in Prag und das städtische Nationalkomitee in Weißwasser veranstalteten am 19. Mai 1982 in Prag ein Symposium über das Leben und Werk von Emanuel Purkyně und am 20. Mai 1982 in Weißwasser eine Gedenkfeier an seinem Denkmal im Park und an seinem Grab auf dem alten Friedhof.